# Olivier Nyokas
Guy Olivier Nyokas, más conocido como Olivier Nyokas, (Montfermeil, 28 de junio de 1986) es un jugador de balonmano congoleño-francés que juega como lateral izquierdo. Es hermano gemelo de Kévynn Nyokas, también jugador de balonmano.
Fue internacional con la selección de balonmano de Francia, con la que jugó el Campeonato Europeo de Balonmano Masculino de 2016, los Juegos Olímpicos de Río de Janeiro 2016, donde consiguió la medalla de plata, y fue convocado para el Campeonato Mundial de Balonmano Masculino de 2017, en el que logró la medalla de oro.
En 2022 disputó, junto a su hermano, el Campeonato Africano de Balonmano Masculino de 2022 con la selección de balonmano de la República Democrática del Congo.

## Palmarés

### Selección nacional
| Francia             |                |                  |
| Juegos Olímpicos    |                |                  |
| Año                 | Lugar          | Medalla          |
| 2016                | Río de Janeiro | Medalla de plata |
| Campeonato Mundial  |                |                  |
| Año                 | Lugar          | Medalla          |
| 2017                | Francia        | Medalla de oro   |
| R. D. Congo         |                |                  |
| Juegos Panafricanos |                |                  |
| Año                 | Lugar          | Medalla          |
| 2023                | Acra           | Medalla de plata |

### Paris
- Copa de Francia de balonmano (1): 2007

### Nantes
- Copa de Francia de balonmano (1): 2017

### RK Vardar
- Liga de Macedonia del Norte de balonmano (1): 2022
- Copa de Macedonia del Norte de balonmano (1): 2022

### Olympiacos
- Copa de Grecia de balonmano (1): 2023

## Clubes
- ES Montgeron (2002-2004)
- UMS Pontault-Combault (2004-2006)
- Paris HB (2006-2008)
- BM Alcobendas (2008-2009)[9]
- US Créteil HB (2009-2014)
- HBW Balingen-Weilstetten (2014-2016)
- HBC Nantes (2016-2021)[10]
- RK Metalurg (2021)
- RK Vardar (2021-2022)
- Al Najma SC (2022)
- Olympiakos (2022-2023)